# Shemar Moore
Shemar Franklin Moore (Oakland, Califòrnia, 20 d'abril de 1970) és un actor i ex-model masculí estatunidenc. Conegut pel seu paper de Malcolm Winters en The Young and The Restless (1994-2002) i Soul Train (1999-2003), actualment encarna a l'Agent Especial Derek Morgan a Criminal Minds. Conegut molt a la sèrie de televisió S.W.A.T.

## Primers anys
De pare afroamericà i mare d'ascendència holandesa, va viure als Països Baixos amb la seva mare fins als 5 anys. La primera llengua que va aprendre va ser l'holandès, únic idioma de la seva mare, als 5 o 6 anys aprèn a parlar anglès. La seva mare, que tenia una llicenciatura en matemàtiques, va treballar com a professora a Bahrain i Dinamarca durant diversos anys. Va viure durant un curt temps a la ciutat natal de la seva mare, Boston, quan van tornar als Estats Units es van traslladar a Chico, Califòrnia, a finals de la dècada dels 1970, on la seva mare va treballar en una clínica, abans de mudar-se de nou, aquesta vegada a Palo Alto, Califòrnia.
Moore va acabar la preparatòria a Palo Alto, i es va matricular a la Universitat de Santa Clara, on es va especialitzar en Comunicacions. Mentre acabava la carrera, va treballar com a model per pagar les factures.

## Carrera
Moore ha exercit el paper de Malcolm Winters a The Young and The Restless durant vuit anys. El novembre de 2004, va tornar a Y & C després d'haver planejat inicialment abandonar la sèrie, però després d'uns mesos la seva intervenció es va reduir de nou a la condició de personatge habitual per abandonar definitivament el setembre de 2005. El 2007, va dir, "La meva etapa en  Y + R es va acabar. Ja li vaig dedicar 8 anys de la meva vida a Malcolm".
Ell va ser l'amfitrió del sindicat versió de la sèrie Soul Train des de 1999 fins a 2003, i va aparèixer el 2000 la pel·lícula Més que amics, germans. També va encarnar al detectiu Jesse Reese en la sèrie de televisió Birds of Prey del 2002 al 2003.
Moore va exercir el paper d'Emery Simms el 2004 a la pel·lícula Motives al costat de Vivica Fox i Golden Brooks, i va tenir un paper secundari en la pel·lícula Diary of a Mad Black Woman. També interpretà el xicot de Kelly Rowland en la comèdia romàntica The Seat Filler.
S'ha guanyat molts fans a causa del seu constant treball com a model on apareix sovint nu de tors cap amunt o en fotografies eròtiques. Treballa amb l'agència DNA Model Management de Nova York.
El 1994 va col·laborar en el vídeo musical de Toni Braxton "The Seat Filler".

## Vida personal
Moore va sortir amb Halle Berry i Toni Braxton en el passat. Ja que la seva mare té esclerosi múltiple, ell i l'elenc de Criminal Minds competeixen cada any al MS Bycicle Tour per recaptar fons per a la investigació sobre aquesta malaltia.
Shemar Moore ha declarat sobre la seva presumpta homosexualitat després de la publicació d'alguns nus a la revista People:
"Mira, no tinc problemes ... Amb el que sí que tinc problema és que vulguin fer esment d'aquest assumpte.
Vaig a dir-ho ara: no sóc gai. Ni tan sols una mica. M'encanten les dones. Les dones són la major creació de Déu. "